# ISO 20252
L'ISO 20252 - Études de marché, études sociales et d'opinion - Vocabulaire et exigences de service - est une norme internationale, publiée en 2006 par l’ISO et créée sur l’initiative de l’EFAMRO (Fédération Européenne des Associations des Professionnels dans le domaine des Études de Marché). Elle définit les termes et définitions ainsi que les exigences en matière de services applicables aux entreprises et aux professionnels réalisant des études de marché, des études sociales et des études d'opinion pour la mise en place d’un système de management de la qualité. 

## Structure et principaux chapitres
L'ISO 20252 se fonde sur la norme de référence ISO 9001 pour le management de la qualité et se divise en 7 chapitres : 
1. Domaine d’application
2. Termes et définitions
3. Exigences relatives au système de management de la qualité
4. Direction et gestion de l’étude
5. Recueil des données
6. Gestion et traitement des données
7. Rapport et présentation des résultats de l’étude

Cette norme couvre l’ensemble du déroulement de l’étude et de la relation entre le client et le fournisseur, avec des éclairages lorsque nécessaire sur des techniques particulières (études quantitatives, panels…)

## Bénéfices
La certification selon la norme ISO 20252 permet de définir des procédures précises et harmonisées et d’initier une démarche d’amélioration continue, elle établit un niveau de qualité commun à tous les organismes d’études et donne à tous leurs clients peu importe leur localisation à l’échelle planétaire un critère de confiance indéniable.